# XXXIV Festival del Huaso de Olmué
El XXXIV Festival del Huaso de Olmué, o simplemente Olmué 2003, se realizó los días 24, 25 y 26 de enero de 2003 en el Parque El Patagual, ubicado en Olmué, Chile. Fue transmitido por Canal 13 y animado por última vez por Juan La Rivera, quien estuvo a cargo de la conducción del evento desde 1998.

## Antecedentes
Esta edición estuvo marcada por los fallecimientos de Gato Alquinta, vocalista y líder de Los Jaivas y Jaime Vivanco, pianista e integrante de Congreso, ambos a casi una semana del inicio del certamen. 
Tilo González, líder de Congreso, confirmó días después la asistencia de la banda al Festival, pese al duro golpe que significaba la repentina partida de su tecladista. Claudio Parra, pianista de Los Jaivas, fue finalmente el reemplazante de Vivanco durante esa edición. Esta sería la primera presentación de un integrante de Los Jaivas después del fallecimiento del Gato Alquinta.
Soledad y Natalia Pastorutti, dos de las exponentes del folclor en Argentina interpretaron la canción “Todos juntos” de Los Jaivas como homenaje al fallecido vocalista del grupo, Eduardo “Gato” Alquinta en la obertura de la primera noche del Festival.

## Artistas

### Musicales
- Soledad
- Natalia Pastorutti
- Cecilia Echenique
- Ángel Parra Trío
- Buddy Richard
- La Sonora de Tommy Rey
- Giolito y su Combo
- Chico Trujillo
- Pettinellis
- Congreso y Claudio Parra
- León Gieco
- Santiago Cuatro
- Joe Vasconcellos

### Humor
- Gilberto Guzmán
- Lucho Arenas Jr.
- Marco "Charola" Pizarro

## Programación

### Día 1 (viernes 24)
- Soledad y Natalia Pastorutti
- Gilberto Guzmán
- Cecilia Echenique
- Competencia Folclórica
- Ángel Parra Trío y Buddy Richard[3]

### Día 2 (sábado 25)
- La Sonora de Tommy Rey, Giolito y su Combo y Chico Trujillo
- Lucho Arenas Jr.
- Competencia Folclórica
- Pettinellis
- Congreso y Claudio Parra[4]

### Día 3 (domingo 26)
- León Gieco
- Marco "Charola" Pizarro
- Santiago Cuatro
- Joe Vasconcellos[5]

## Competencia
Son ocho temas que se seleccionan para participar del certamen
| Título                          | Intérprete(s)             | Autor(a)              | Lugar     |
| ------------------------------- | ------------------------- | --------------------- | --------- |
| "Nativa"                        | Los Sayas                 | Danny Rodríguez       | Ganador   |
| "Cada vez que te recuerdo"      | Millantue de Los Ángeles  | Antonio Cerpa         | 2.° Lugar |
| "La niña de los ríos, Catalina" | Los Surcadores del Viento | Eduardo "Yayo" Castro | 3.° Lugar |

Mejor intérprete
| Título            | Intérprete(s)  | Autor(a)        |
| ----------------- | -------------- | --------------- |
| "Niña del viento" | Los Mensajeros | Roberto Fonfach |

## Jurado
- Víctor Ibarra[5]
- Hernán Rojas
- Cecilia Rovaretti
- José Seves
- Mónica de Pablo
- Pedro Pavlovic
- Paulina Sobal